# Segni
Segni es una localidad italiana de la provincia de Roma, región de Lazio, que cuenta con 9.392 habitantes. Se sitúa en la cima del Monte Lupone, perteneciente a los Montes Lepinos, y sobre el curso del Río Sacco. 

## Evolución demográfica
Habitantes censados.
| Gráfica de evolución demográfica de Segni entre 1861 y 2001 |
|                                                             |
| Fuente ISTAT - elaboración gráfica de Wikipedia             |

## Ciudades hermanadas
- Mykines